# Pistolet Vektor Z88
Vektor Z88 – południowoafrykański pistolet samopowtarzalny, bezlicencyjna kopia pistoletu Beretta 92.

## Historia
Do końca pierwszej połowy lat 80. XX wieku południowoafrykańska policja i siły bezpieczeństwa były uzbrojone w importowane pistolety Star Model B, Walther P38, Beretta 92 oraz produkowane na licencji belgijskiej Browning HP. Poza używaną w niewielkiej liczbie Berettą 92 były to pistolety przestarzałe, wymagające zastąpienia. W 1985 roku South African Police rozpoczęła poszukiwania następcy użytkowanych pistoletów. Ponieważ RPA była wówczas objęta embargiem na import broni, zakup odpowiedniego pistoletu lub licencji na jego produkcję nie wchodził w grę i konieczne było opracowanie odpowiedniej konstrukcji w kraju.
Zadanie tego podjęli się pracownicy zakładów Lyttelton Ingenieurswerke (LIW). Postanowili oni opracować broń będącą kopią importowanej przed objęciem RPA embargiem Beretty 92. W kwietniu 1986 rozpoczęto na podstawie opracowanej metodami inżynierii odwrotnej dokumentacji technicznej przygotowania do rozpoczęcia produkcji seryjnej nowego pistoletu. Otrzymał on oznaczenie Z88 pochodzące od nazwiska dyrektora LIW T.D. Zeederberga i planowanego roku rozpoczęcia masowej produkcji.
W 1988 gotowe było pierwsze 200 pistoletów Z88. 20 egzemplarzy Z88 poddano intensywnym próbom w czasie których wystrzelono z nich 146 tysięcy naboi. Po zakończeniu testów pistolet trafił do seryjnej produkcji i z czasem stał się podstawową bronią krótką SAP. Seryjne Z88 różnią się od swoich włoskich pierwowzorów kierunkiem żłobkowania przedniej ścianki kabłąka spustowego (pionowe zamiast poziomego), odmiennym kształtem dna magazynka (w Z88 tworzy ono kopytko), kształtem okładek chwytu (brak wgłębienia w tylnej części) oraz oznaczeniami na broni. Początkowo były to oznaczenia LIW, ale po uniezależnieniu się tej firmy od koncernu Armscor broń zaczęto sprzedawać pod marka Vektor. Nabywcami Z88 poza rodzimymi siłami bezpieczeństwa byli użytkownicy cywilni, krajowi i zagraniczni. Konstrukcja Z88 stała się także podstawą dla konstruktorów pistoletu Vektor SP1 przeznaczonego dla South African Defence Forces.

## Opis
Vektor Z88 jest bronią samopowtarzalną. Zasada działania oparta na krótkim odrzucie lufy. Zamek ryglowany ryglem wahliwym. Mechanizm spustowy z samonapinaniem, z kurkowym mechanizmem uderzeniowym. Kurek zewnętrzny. Bezpiecznik skrzydełkowy na zamku.
Z88 zasilany jest z wymiennego, dwurzędowego magazynka pudełkowego o pojemności 15 naboi, umieszczonego w chwycie. Zaczep magazynka z boku chwytu. U dołu chwytu znajduje się uszko przeznaczone do zaczepienia smyczy.
Lufa gwintowana, przyrządy celownicze mechaniczne (muszka i szczerbinka).